# Уса (Башкортостан)
Уса (баш. Уҫы) — деревня в Благовещенском районе Республики Башкортостан Российской Федерации. Входит в состав Ильино-Полянского сельсовета.

## География

### Географическое положение
Расстояние до:
- районного центра (Благовещенск): 32 км,
- центра сельсовета (Ильино-Поляна): 19 км,
- ближайшей ж/д станции (Загородная): 46 км.

## История
Посёлок  возник в 1930-е годы при реке Уса, к северу от Соколовского. Сначала входил  в состав Горно-Усинского, затем Турушлинского, наконец — Ильино-Полянского сельсоветов. В 1930-е годы поселок вошёл в колхоз "Уса", переименованный затем в колхоз имени Тельмана. В 1957 году посёлок вошёл в состав совхоза  "Степановский".

## Население
| 2002 | 2009 | 2010 |
| ---- | ---- | ---- |
| 13   | ↘3   | ↗11  |

Национальный состав
Согласно переписи 2002 года, преобладающие национальности — башкиры (54 %), русские (46 %).
В 1939 году в поселке насчитывалось 45 человек, 1969 - 49, в 2010 - 11.